# Eudistoma pluritestae
Eudistoma pluritestae is een zakpijpensoort uit de familie van de Polycitoridae. De wetenschappelijke naam van de soort is voor het eerst geldig gepubliceerd in 2006 door Monniot & Monniot.